# Dialypetalum
Dialypetalum es un género de plantas  perteneciente a la familia Campanulaceae. Contiene seis especies. Es originario de Madagascar.

## Taxonomía
El género fue descrito por George Bentham y publicado en Genera Plantarum 2: 553. 1876. La especie tipo es: Dialypetalum floribundum Benth.

## Especies aceptadas
A continuación se brinda un listado de las especies del género Dialypetalum aceptadas hasta octubre de 2013, ordenadas alfabéticamente. Para cada una se indica el nombre binomial seguido del autor, abreviado según las convenciones y usos.
- Dialypetalum compactum Zahlbr.
- Dialypetalum floribundum Benth.
- Dialypetalum humbertianum E.Wimm.
- Dialypetalum × hybridum E.Wimm.
- Dialypetalum montanum E.Wimm.
- Dialypetalum stenopetalum E.Wimm.